# Bläcktjärnen (Nyeds socken, Värmland)
Bläcktjärnen är en sjö i Karlstads kommun i Värmland och ingår i Göta älvs huvudavrinningsområde.